# Hôtel de la Caisse d'épargne de Navarrenx
L’hôtel de la Caisse d’épargne est un bâtiment du début du XXe siècle situé à Navarrenx, en France.

## Situation et accès
L’édifice est situé au no 43 de la rue Saint-Germain, au nord du centre-ville de Navarrenx, et plus largement vers le centre du département des Pyrénées-Atlantiques.

## Histoire

### Adjudication
L’adjudication à rabais des travaux de construction a lieu en séance publique le 14 avril 1912 à 11 h, à l’hôtel de ville de Navarrenx. Le montant du devis est alors de 29 329,74 francs,,.
| Adjudicataire    | Rabais |
| ---------------- | ------ |
| Lafitte          | 0 %    |
| Ducamp           | 0 %    |
| Ribeton          | 20 %   |
| Cazamayou        | 20 %   |
| Supernelle       | 20 %   |
| Southeban        | 30 %   |
| Marladot         | 40 %   |
| Labarrère        | 50 %   |
| Casimir Cazenave | 50 %   |

Casimir Cazenave (ou Casanave), entrepreneur à Jasses, est désigné après tirage au sort,.